# Iberische beekjuffer
De Iberische beekjuffer (Calopteryx xanthostoma) is een juffer (Zygoptera) uit de familie van de beekjuffers (Calopterygidae).

## Kenmerken
Anders dan bij de weidebeekjuffer (Calopteryx splendens), loopt de donkere band in de vleugels door tot aan de punt. Vliegt van april tot september.

## Verspreiding en habitat
De Iberische beekjuffer komt voor in Portugal, Spanje, Italië en het zuiden van Frankrijk, en is in dit gebied de vervanger van de weidebeekjuffer. In het zuiden van het Iberisch Schiereiland is de soort zeldzaam. Heeft een voorkeur voor grotere wateroppervlakken dan waar de weidebeekjuffer zich thuis voelt. De soort staat op de Rode Lijst van de IUCN als niet bedreigd, beoordelingsjaar 2009; de trend van de populatie is volgens de IUCN stabiel.

## Naamgeving
De wetenschappelijke naam van de soort werd in 1825 als Agrion xanthostoma gepubliceerd door Toussaint von Charpentier. De Nederlandstalige naam is ontleend aan Libellen van Europa.